# Коналл Кремтайнне

Королевства и народы в Ирландии в конце V века

Коналл Кремтайнне (др.‑ирл. Conall Cremthainne; умер в 480) — первый король Миде (до 480 года), представитель рода Уи Нейллов.

## Биография

### Происхождение
В средневековых генеалогиях Коналл Кремтайнне называется одним из четырнадцати сыновей верховного короля Ирландии Ниалла Девять Заложников и его супруги Ригнах инген Медайб из ульстерского септа Дал Фиатах. К сыновьям Ниалла авторы генеалогий возводили происхождение различных ветвей династии Уи Нейллов. Однако современные исследователи подвергают сомнению эти данные, считая, что мнение средневековых авторов о родстве всех ранних Уи Нейллов является во многом ошибочным. Возможно, наиболее достоверными являются сведения о принадлежности к сыновьям Ниалла Девять Заложников Лоэгайре, Кайрпре, Фиаху и Коналла, хотя и в отношении них имеются проблемы хронологического характера. О том, кто был этим Коналлом, Коналл Кремтайнне или его одноимённый брат Коналл Гулбан, точных сведений в средневековых источниках нет. На основании схожести преданий о их происхождении высказывается предположение, что они могли быть тождественны друг другу, и только в сочинениях позднейших ирландских авторов, находившихся под влиянием правителей различных ветвей династии Уи Нейллов, сведения о реально существовавшем Коналле были разделены между двумя лицами. Однако более распространённым является мнение о существовании у Ниалла Девять Заложников двух сыновей по имени Коналл.

### Ранние годы
Свои детские годы Коналл провёл в айргиалльском септе Уи Хремтайнн, за что получил одно из своих прозвищ — «Кремтайнне» (др.‑ирл. Cremthainne).
Согласно житию святого Патрика, написанному в VII веке Тиреханом, «апостол Ирландии» благословил Коналла, гостеприимно принявшего его в своей резиденции в Райт Айртире.

### Король Миде
В результате успешных войн сыновей Ниалла Девять Заложников во второй половине V века от Лейнстера были отторгнуты значительные территории в центральной и восточной частях Ирландии. Часть рода Уи Нейллов, владевшая этими землями, получила название «Южные Уи Нейллы». К ним причисляли потомков пяти сыновей Ниалла Девять Заложников: Кайрпре, Лоэгайре, Фиаху, Мане и Коналла Кремтайнне. Об участии Коналла в завоеваниях достоверных сведений не сохранилось. Однако то, что он совершал походы в лейнстерские земли, свидетельствует его прозвище «Колесничий Бреги» (др.‑ирл. Err Breg). Одним из основанных на завоёванных территориях новых королевств было Миде, доставшееся Коналлу Кремтайнне. Резиденция правителей Миде находилась вблизи холма Уснеха, в связи с чем в некоторых средневековых источниках (например, в «Лейнстерской книге») преемники Коналла упоминаются как короли Уснеха.
Единственное свидетельство о Коналле Кремтайнне в ирландских анналах — сообщение о его смерти. «Анналы Ульстера» датируют это событие 480 годом. Трактат «Laud Synchronisms» сообщает, что Коналл правил 18 лет, однако хронологические данные о истории Ирландии V века, содержащиеся в средневековых источниках, не являются достаточно надёжными. После смерти Коналла новым правителем Миде стал его брат Фиаху мак Нейлл.
Исторические источники называют Коналла Кремтайнне отцом двух сыновей. Одним из них был Ардгал мак Конайлл, родоначальник Кенел Ардгайл, другим — Фергус Криворотый, отец верховного короля Ирландии Диармайта мак Кербайлла.